# Nothylemera
Nothylemera är ett släkte av fjärilar. Nothylemera ingår i familjen mätare.
Kladogram enligt Catalogue of Life:
| Nothylemera | \| \| Nothylemera neaera \| \| \| \| \| \| Nothylemera vinolibata \| \| \| \| |
|             | \| \| Nothylemera neaera \| \| \| \| \| \| Nothylemera vinolibata \| \| \| \| |
|             | Nothylemera neaera                                                            |
|             |                                                                               |
|             | Nothylemera vinolibata                                                        |
|             |                                                                               |